# Sistema de las venas ácigos
El sistema de las venas ácigos, también llamado sistema venoso de las ácigos,o sistema venoso torácico, es un sistema de vasos sanguíneos venosos presentes en el cuerpo humano que recogen sangre de la pared posterior de la cara anterior del abdomen y del tórax. Drena en la vena cava superior tras describir un arco en su trayectoria, el arco de las ácigos. Representa el último afluente de la vena cava superior antes de que ésta drene finalmente en la atrio derecho del corazón.

## Venas que lo componen
El sistema está compuesto por tres venas:
1. Vena ácigos: también llamada vena ácigos mayor, se forma por la unión de las venas subcostal derecha y lumbar ascendente derecha.
2. Vena hemiácigos: también llamada vena ácigos menor inferior, se forma por la unión de las venas subcostal izquierda y lumbar ascendente izquierda.
3. Vena hemiácigos accesoria: también llamada vena ácigos menor superior, se forma por la unión de las venas intercostales izquierdas desde la 1ª hasta la 7ª u 8ª costilla.